# قسم بنستان الريفي (مقاطعة بهاباد)
قسم بنستان الريفي (بالفارسية: دهستان بنستان) هي منطقة ريفية تقع في إيران في يزد. يقدر عدد سكانها بـ 1,523 نسمة .